# Steatoda craniformis
Steatoda craniformis är en spindelart som beskrevs av Zhu och Song 1992. Steatoda craniformis ingår i släktet vaxspindlar, och familjen klotspindlar. Inga underarter finns listade i Catalogue of Life.